# Christuskirche (Hasbergen)

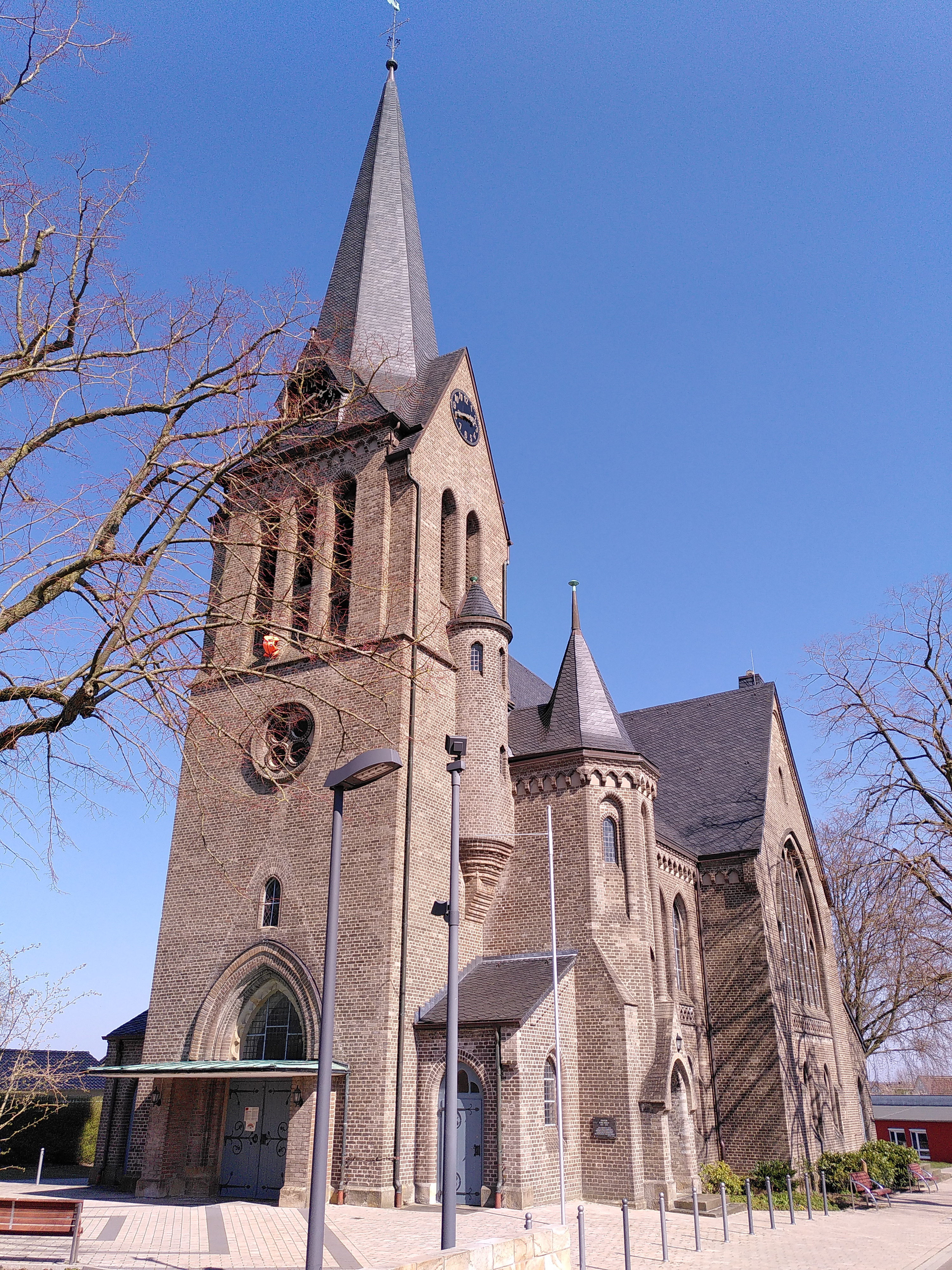
Ansicht von Südwesten

Die Christuskirche ist die evangelisch-lutherische Kirche von Hasbergen.
Ursprünglich zu den Gemeinden St. Katharinen und St. Marien in Osnabrück gehörig, wurden die Orte Hasbergen, Gaste, Ohrbeck, Hellern links der Düte, Natrup-Hagen, Gellenbeck und Sudenfeld 1898 zu einer eigenen Kirchengemeinde mit Sitz in Hasbergen zusammengefasst. Erst 1951 erhielt sie den Namen Christuskirchengemeinde.
Gottesdienste fanden zunächst in der alten Schule am Roten Berg statt. Bereits 1899 erfolgte die Grundsteinlegung für den Bau einer Kirche, die am 1. Advent 1901 eingeweiht wurde. Der Kirchenbau ist neugotisch mit breiten Mittel- und Seitenschiffen und einem wuchtigen, annähernd 50 Meter hohen Westturm. Das Schiff misst in der ca. 9,5 × 9,5 m großen Vierung rund 13 Meter in der Höhe.
Eine Besonderheit der Kirche ist das verwendete Baumaterial, sog. „Hüttensteine“ aus zementgebundener Hüttenschlacke der nahegelegenen Georgsmarienhütte. Die Gewölbe wurden in Sinterbims, der ebenfalls aus Georgsmarienhütte stammt, ausgeführt. Die Verarbeitung führte allerdings zu einer starken Sanierungsanfälligkeit und nach vorübergehender Sperrung in den 1960er Jahren zu einer Grundinstandsetzung des Baus, bei der auch der Innenraum neu gegliedert wurde. Für die Ausstattung wurde damals ein Tiroler Altarkruzifix (um 1580) beschafft.
Die drei Stahlglocken des Geläuts wurden anlässlich des 50-jährigen Jubiläums der Kirche 1951 neu gegossen. 1975 erhielt die Kirche eine neue Orgel, gebaut von Orgelbau Kreienbrink, Osnabrück.